# Lijst van voetbalinterlands Armenië - Servië
Deze lijst van voetbalinterlands is een overzicht van alle officiële voetbalwedstrijden tussen de nationale teams van Armenië en Servië. De landen speelden tot op heden vijf keer tegen elkaar. De eerste ontmoeting tussen beide landen was een kwalificatiewedstrijd voor het Europees kampioenschap voetbal 2008 op 11 oktober 2006 in Belgrado. Het laatste duel, een kwalificatiewedstrijd voor het Europees kampioenschap voetbal 2016, werd gespeeld op 4 september 2015 in Novi Sad.

## Wedstrijden
| № | Plaats   | Datum            | Competitie           | Wedstrijd        | Uitslag |
| - | -------- | ---------------- | -------------------- | ---------------- | ------- |
| 1 | Belgrado | 11 oktober 2006  | EK 2008 kwalificatie | Servië − Armenië | 3 − 0   |
| 2 | Jerevan  | 13 oktober 2007  | EK 2008 kwalificatie | Armenië – Servië | 0 – 0   |
| 3 | Limasol  | 28 februari 2012 | Vriendschappelijk    | Armenië − Servië | 0 − 2   |
| 4 | Jerevan  | 11 oktober 2014  | EK 2016 kwalificatie | Armenië − Servië | 1 − 1   |
| 5 | Novi Sad | 4 september 2015 | EK 2016 kwalificatie | Servië − Armenië | 2 − 0   |

## Samenvatting
| Competitie        | Totaal gespeeld | Winst Armenië | Gelijk | Winst Servië | Doelsaldo Armenië – Servië |
| ----------------- | --------------- | ------------- | ------ | ------------ | -------------------------- |
| EK-kwalificatie   | 4               | 0             | 2      | 2            | 1 − 6                      |
| Vriendschappelijk | 1               | 0             | 0      | 1            | 0 − 2                      |
| Totaal            | 5               | 0             | 2      | 3            | 1 − 8                      |

Wedstrijden bepaald door strafschoppen worden, in lijn met de FIFA, als een gelijkspel gerekend.

## Details

### Vierde ontmoeting
| EK 2016 kwalificatie (scheidsrechter Tom Harald Hagen, Jerevan, 11 oktober 2014): |              | |
| Armenië | 1 – 1        | Servië |
| Robert Arzumanyan 73' | goals        | 90' Zoran Tošić |
| Bernard Challandes | bondscoach   | Dick Advocaat |
| Roman Berezovsky Robert Arzumanyan Varazdat Haroyan Arthur Yedigaryan Karlen Mkrtchyan 53' Marcos Pizzelli 85' Kamo Hovhannisyan Taron Voskanyan Levon Hayrapetyan Edgar Manucharyan 67' Artur Sarkisov | opstellingen | Vladimir Stojković Branislav Ivanović Aleksandar Kolarov Stefan Mitrović Matija Nastasić Nemanja Matić Zoran Tošić 74' Nemanja Gudelj 71' Filip Đorđević Dušan Tadić 26' Lazar Marković |
| Rumyan Hovsepyan 53' Artak Dashyan 67' Aleksandr Karapetyan 85' | wissels      | 26' Zdravko Kuzmanović 71' Danko Lazović 74' Aleksandar Mitrović |
| | gele kaarten | 45' Matija Nastasić 82' Aleksandar Mitrović |
| - Debuut van Aleksandr Karapetyan (F91 Dudelange) voor Armenië. |              | |

FFA · A-internationals · Bondscoaches · Statistieken · Armeens vrouwenelftal · Armenië U21 · Armenië U20 · Armenië U19 · Armenië U18 · Armenië U17 · Armenië U16
1992 – 1999 ·
2000 – 2009 ·
2010 – 2019 ·
2020 – 2029
1992 ·
1993 · 
1994 ·
1995 ·
1996 ·
1997 ·
1998 ·
1999 ·
2000 ·
2001 ·
2002 ·
2003 ·
2004 ·
2005 ·
2006 ·
2007 ·
2008 ·
2009 ·
2010 ·
2011 ·
2012 ·
2013 ·
2014 ·
2015 ·
2016 ·
2017 ·
2018 ·
2019 ·
2020 ·
2021 ·
2022 ·
2023 ·
2024
Albanië ·
Algerije ·
Andorra ·
België ·
Bosnië en Herzegovina ·
Bulgarije ·
Canada ·
Chili ·
Cyprus ·
Denemarken ·
Duitsland ·
Ecuador ·
El Salvador ·
Estland ·
Faeröer ·
Finland ·
Frankrijk ·
Georgië ·
Gibraltar ·
Griekenland ·
Guatemala ·
Hongarije ·
Ierland ·
IJsland ·
Iran ·
Israël ·
Italië ·
Jordanië ·
Kazachstan ·
Koeweit ·
Kosovo ·
Kroatië ·
Letland ·
Libanon ·
Liechtenstein ·
Litouwen ·
Luxemburg ·
Malta ·
Marokko ·
Moldavië ·
Montenegro ·
Nederland ·
Noord-Ierland ·
Noord-Macedonië ·
Noorwegen ·
Oekraïne ·
Oezbekistan ·
Panama ·
Paraguay ·
Peru ·
Polen ·
Portugal ·
Roemenië ·
Rusland ·
Saint Kitts en Nevis ·
Schotland ·
Servië ·
Slovenië ·
Slowakije ·
Spanje ·
Tsjechië ·
Turkije ·
Turkmenistan ·
Verenigde Arabische Emiraten ·
Verenigde Staten ·
Wales ·
Wit-Rusland ·
Zweden
FSS · A-internationals · Bondscoaches · Statistieken · Servisch vrouwenelftal · Olympisch elftal · Servië U21 · Servië U20 · Servië U19 · Servië U17 · Servië en Montenegro U19 · Servië en Montenegro U17
2003 – 2006** · 
2006 – 2009 · 
2010 – 2019 ·
2020 − 2029
EK 2008 · 
EK 2012 · 
EK 2016 ·
EK 2020
WK 2006** · 
WK 2010 · 
WK 2014 · 
WK 2018 ·
WK 2022
OS 2004** · 
OS 2008 · 
OS 2012 ·
OS 2016 ·
OS 2020
2006 · 
2007 · 
2008 · 
2009 · 
2010 · 
2011 · 
2012 · 
2013 · 
2014 · 
2015 · 
2016 ·
2017 ·
2018 ·
2019 ·
2020 ·
2021 ·
2022
Albanië ·
Algerije ·
Armenië ·
Australië ·
Azerbeidzjan ·
Bahrein ·
België ·
Bolivia ·
Brazilië ·
Bulgarije ·
Chili ·
China ·
Colombia ·
Costa Rica ·
Cyprus ·
Denemarken ·
Dominicaanse Republiek ·
Duitsland ·
Engeland ·
Estland ·
Faeröer ·
Finland ·
Frankrijk ·
Georgië ·
Ghana ·
Griekenland ·
Honduras ·
Hongarije ·
Ierland ·
Israël ·
Italië ·
Jamaica ·
Japan ·
Jordanië ·
Kameroen ·
Kazachstan ·
Kroatië · 
Litouwen ·
Luxemburg ·
Marokko ·
Mexico ·
Moldavië ·
Montenegro ·
Nieuw-Zeeland ·
Nigeria ·
Noord-Ierland ·
Noord-Macedonië ·
Noorwegen ·
Oekraïne ·
Oostenrijk ·
Panama ·
Paraguay ·
Polen ·
Portugal ·
Qatar ·
Roemenië ·
Rusland ·
Schotland ·
Slovenië ·
Spanje ·
Tsjechië ·
Turkije ·
Verenigde Staten ·
Wales ·
Zuid-Afrika ·
Zuid-Korea ·
Zweden ·
Zwitserland
Brazilië (2018) · 
Costa Rica (2018) · 
Duitsland (2010) · 
Ghana (2010) · 
Kameroen (2022) · 
Zwitserland (2018)
** = Onder de naam Servië en Montenegro